# Lijst van rijksmonumenten in Koggenland
De gemeente Koggenland telt 39 inschrijvingen in het rijksmonumentenregister. Hieronder een overzicht.

## Avenhorn
De plaats Avenhorn telt 4 inschrijvingen in het rijksmonumentenregister.
| Object                | Oorspronkelijke functie? | Bouwjaar | Architect | Locatie             | Coördinaten?                  | Nr.?  | Afbeelding        |
| --------------------- | ------------------------ | -------- | --------- | ------------------- | ----------------------------- | ----- | ----------------- |
| Banpaal               | Grensafbakening          |          |           | Walingsdijk bij 119 | 52° 37' 10" NB, 4° 55' 32" OL | 38766 | Meer afbeeldingen |
| Hervormde kerk: kerk  | Kerk en kerkonderdeel    | 1642     |           | West 19             | 52° 37' 8" NB, 4° 56' 56" OL  | 38767 | Meer afbeeldingen |
| Hervormde kerk: toren | Kerk en kerkonderdeel    | 1914     |           | West bij 19         | 52° 37' 7" NB, 4° 56' 55" OL  | 38768 | Meer afbeeldingen |

## Berkhout
De plaats Berkhout telt 7 inschrijvingen in het rijksmonumentenregister.
| Object                                                      | Oorspronkelijke functie?  | Bouwjaar  | Architect | Locatie            | Coördinaten?                  | Nr.?   | Afbeelding                                  |
| ----------------------------------------------------------- | ------------------------- | --------- | --------- | ------------------ | ----------------------------- | ------ | ------------------------------------------- |
| Stolphoeve, de kap met pannen gedekt                        | Boerderij                 | ca. 1850  |           | Bobeldijk 22       | 52° 39' 19" NB, 5° 0' 57" OL  | 38770  | Meer afbeeldingen                           |
| Kerkgebouw op T-vormig grondplan met toren aan de westzijde | Kerk en kerkonderdeel     | 1884-1885 |           | Kerkebuurt 172     | 52° 38' 23" NB, 4° 59' 46" OL | 502457 | Meer afbeeldingen                           |
| Baarhuisje                                                  | Begraafplaats en -onderdl | 1885      |           | Kerkebuurt bij 172 | 52° 38' 22" NB, 4° 59' 47" OL | 502464 | Meer afbeeldingen                           |
| Anna Hoeve                                                  | Boerderij                 | 1875      |           | Oosteinde 107      | 52° 38' 27" NB, 5° 0' 23" OL  | 502486 | Anna Hoeve                                  |
| Stolpboerderij van het afgeleide Noord-Hollandse type       | Boerderij                 | 1910      |           | Westeinde 276      | 52° 38' 17" NB, 4° 58' 39" OL | 502493 | Meer afbeeldingen                           |
| Stolpboerderij van het Noord-Hollandse type                 | Boerderij                 | 1877      |           | Westeinde 312      | 52° 38' 15" NB, 4° 58' 7" OL  | 502551 | Stolpboerderij van het Noord-Hollandse type |
| Troostwijk                                                  | Woonhuis                  | 1875      |           | Westeinde 314      | 52° 38' 14" NB, 4° 58' 5" OL  | 502558 | Meer afbeeldingen                           |

## Grosthuizen
De plaats Grosthuizen telt 1 inschrijving in het rijksmonumentenregister.
| Object                | Oorspronkelijke functie? | Bouwjaar                             | Architect | Locatie        | Coördinaten?                 | Nr.?   | Afbeelding        |
| --------------------- | ------------------------ | ------------------------------------ | --------- | -------------- | ---------------------------- | ------ | ----------------- |
| Westfriese stolphoeve | Boerderij                | waarschijnlijk 17e eeuw 1820 (verb.) |           | Grosthuizen 52 | 52° 37' 7" NB, 4° 58' 58" OL | 38765  | Meer afbeeldingen |
| Stolpboerderij        | Boerderij                | 1820                                 |           | Grosthuizen 53 | 52° 37' 6" NB, 4° 58' 53" OL | 502520 | Meer afbeeldingen |

## Hensbroek
De plaats Hensbroek telt 5 inschrijvingen in het rijksmonumentenregister.
| Object                                      | Oorspronkelijke functie?  | Bouwjaar             | Architect | Locatie            | Coördinaten?                  | Nr.?   | Afbeelding        |
| ------------------------------------------- | ------------------------- | -------------------- | --------- | ------------------ | ----------------------------- | ------ | ----------------- |
| Polder Hensbroek                            | Industrie- en poldermolen | 1866 / 1918          |           | Oudenlandsdijkje 7 | 52° 39' 39" NB, 4° 52' 2" OL  | 21576  | Meer afbeeldingen |
| Hervormde kerk                              | Kerk en kerkonderdeel     | 1657-1658            |           | Kerkweg 2          | 52° 39' 29" NB, 4° 52' 59" OL | 31216  | Meer afbeeldingen |
| Toren der hervormde kerk                    | Kerk en kerkonderdeel     |                      |           | Kerkweg bij 2      | 52° 39' 29" NB, 4° 52' 59" OL | 31217  | Meer afbeeldingen |
| Nieuw Leven (Wogmeer)                       | Industrie- en poldermolen | 1608 / 1945          |           | Molenpad 6         | 52° 38' 52" NB, 4° 53' 40" OL | 31218  | Meer afbeeldingen |
| Stolpboerderij van het Noord-Hollandse type | Boerderij                 | derde kwart 19e eeuw |           | Dorpsweg 59        | 52° 39' 26" NB, 4° 52' 60" OL | 495685 | Meer afbeeldingen |

## Obdam
De plaats Obdam telt 6 inschrijvingen in het rijksmonumentenregister.
| Object                                             | Oorspronkelijke functie?  | Bouwjaar           | Architect   | Locatie                 | Coördinaten?                  | Nr.?   | Afbeelding        |
| -------------------------------------------------- | ------------------------- | ------------------ | ----------- | ----------------------- | ----------------------------- | ------ | ----------------- |
| Weel & Braken                                      | Industrie- en poldermolen | 1632               |             | Braken 11               | 52° 40' 3" NB, 4° 54' 11" OL  | 31212  | Meer afbeeldingen |
| Grenspaal                                          | Grensafbakening           | 1835               |             | Dorpsstraat tegenover 1 | 52° 39' 57" NB, 4° 53' 37" OL | 31213  | Meer afbeeldingen |
| Obdammermolen                                      | Industrie- en poldermolen | 1698               |             | Obdammerdijk 8          | 52° 41' 27" NB, 4° 53' 22" OL | 31214  | Meer afbeeldingen |
| Berkmeermolen                                      | Industrie- en poldermolen | 1608 / 1803 / 1941 |             | Berkmeerdijk 18         | 52° 40' 56" NB, 4° 53' 24" OL | 31215  | Meer afbeeldingen |
| Raadhuis, op 1 december 2019 getroffen door brand. | Bestuursgebouw en onderdl | 1875               | A.C. Bleijs | Dorpsstraat 106         | 52° 40' 32" NB, 4° 54' 26" OL | 495673 | Meer afbeeldingen |
| Villa                                              | Woonhuis                  | ca. 1880           | A.C. Bleijs | Dorpsstraat 111         | 52° 40' 30" NB, 4° 54' 26" OL | 495679 | Meer afbeeldingen |

## Oudendijk
De plaats Oudendijk telt 3 inschrijvingen in het rijksmonumentenregister.
| Object                                                              | Oorspronkelijke functie? | Bouwjaar | Architect | Locatie         | Coördinaten?                 | Nr.?   | Afbeelding        |
| ------------------------------------------------------------------- | ------------------------ | -------- | --------- | --------------- | ---------------------------- | ------ | ----------------- |
| Hervormde kerk                                                      | Kerk en kerkonderdeel    | 1648     |           | Dorpsweg 24     | 52° 36' 3" NB, 4° 58' 2" OL  | 38771  | Meer afbeeldingen |
| Toren van de Hervormde kerk                                         | Kerk en kerkonderdeel    |          |           | Dorpsweg bij 24 | 52° 36' 3" NB, 4° 58' 2" OL  | 38772  | Meer afbeeldingen |
| Tegen dijk aan de noordzijde van de dorpsweg gelegen stolpboerderij | Boerderij                | 1878     |           | Dorpsweg 67     | 52° 36' 5" NB, 4° 58' 45" OL | 502513 | Upload foto       |

## Scharwoude
De plaats Scharwoude telt 4 inschrijvingen in het rijksmonumentenregister.
| Object                           | Oorspronkelijke functie? | Bouwjaar           | Architect | Locatie           | Coördinaten?                 | Nr.?   | Afbeelding        |
| -------------------------------- | ------------------------ | ------------------ | --------- | ----------------- | ---------------------------- | ------ | ----------------- |
| Inventaris van de Hervormde Kerk | Vanwege onderdelen kerk  | 17e eeuw (doophek) |           | Scharwoude 8      | 52° 37' 22" NB, 5° 0' 51" OL | 38773  | Upload foto       |
| Toren van de herv. kerk          | Vanwege onderdelen kerk  |                    |           | Scharwoude 8      | 52° 37' 22" NB, 5° 0' 51" OL | 38774  | Meer afbeeldingen |
| Stationsgebouw                   | Transport                | 1884               |           | Stationsweg 4     | 52° 37' 9" NB, 5° 0' 40" OL  | 502474 | Meer afbeeldingen |
| Toiletgebouw                     | Straatmeubilair          | 1884               |           | Stationsweg bij 4 | 52° 37' 9" NB, 5° 0' 40" OL  | 502480 | Meer afbeeldingen |

## Spierdijk
De plaats Spierdijk telt 2 inschrijvingen in het rijksmonumentenregister.
| Object                 | Oorspronkelijke functie?   | Bouwjaar | Architect              | Locatie            | Coördinaten?                  | Nr.?   | Afbeelding        |
| ---------------------- | -------------------------- | -------- | ---------------------- | ------------------ | ----------------------------- | ------ | ----------------- |
| Wilhelmina Hoeve       | Boerderij                  | 1898     |                        | Spierdijkerweg 121 | 52° 38' 60" NB, 4° 56' 36" OL | 502500 | Meer afbeeldingen |
| Parochie Sint Georgius | Vanwege tweeklaviers orgel | 1850     | Wolterus van der Horst | Spierdijkerweg 107 | 52° 38' 57" NB, 4° 56' 29" OL | 526204 | Meer afbeeldingen |

## Ursem
De plaats Ursem telt 4 inschrijvingen in het rijksmonumentenregister.
| Object                                           | Oorspronkelijke functie?  | Bouwjaar               | Architect   | Locatie           | Coördinaten?                  | Nr.?   | Afbeelding                                       |
| ------------------------------------------------ | ------------------------- | ---------------------- | ----------- | ----------------- | ----------------------------- | ------ | ------------------------------------------------ |
| Ondermolen O                                     | Industrie- en poldermolen | 1633                   |             | Molenweg 12       | 52° 37' 0" NB, 4° 52' 59" OL  | 33114  | Meer afbeeldingen                                |
| Hervormde Kerk                                   | Kerk en kerkonderdeel     | 1846-1847              | E.de Kruyff | Kerkpad 4         | 52° 37' 49" NB, 4° 53' 33" OL | 38776  | Meer afbeeldingen                                |
| Baarhuisje                                       | Begraafplaats en -onderdl | laatste kwart 19e eeuw |             | Kerkpad 4         | 52° 37' 49" NB, 4° 53' 33" OL | 502535 | Baarhuisje                                       |
| Stolpboerderij van het afgeleide Westfriese type | Boerderij                 | ca. 1800               |             | Noorddijkerweg 11 | 52° 37' 50" NB, 4° 53' 27" OL | 502542 | Stolpboerderij van het afgeleide Westfriese type |

## Wogmeer
De plaats Wogmeer telt 1 inschrijving in het rijksmonumentenregister.
| Object      | Oorspronkelijke functie? | Bouwjaar  | Architect | Locatie    | Coördinaten?                  | Nr.?   | Afbeelding  |
| ----------- | ------------------------ | --------- | --------- | ---------- | ----------------------------- | ------ | ----------- |
| Greta Hoeve | Boerderij                | 1870-1915 |           | Wogmeer 88 | 52° 39' 30" NB, 4° 55' 47" OL | 502528 | Greta Hoeve |

## Zuidermeer
De plaats Zuidermeer telt 2 inschrijvingen in het rijksmonumentenregister.
| Object                                      | Oorspronkelijke functie? | Bouwjaar | Architect | Locatie             | Coördinaten?                  | Nr.?   | Afbeelding                                  |
| ------------------------------------------- | ------------------------ | -------- | --------- | ------------------- | ----------------------------- | ------ | ------------------------------------------- |
| Natuurstenen grenspaal                      | Grensafbakening          |          |           | Zuidermeerweg bij 6 | 52° 39' 9" NB, 4° 57' 31" OL  | 31782  | Meer afbeeldingen                           |
| Stolpboerderij van het Noord-Hollandse type | Boerderij                | 1907     |           | Koggeweg 1          | 52° 39' 58" NB, 4° 58' 31" OL | 502507 | Stolpboerderij van het Noord-Hollandse type |

Aalsmeer ·
Alkmaar ·
Amstelveen ·
Amsterdam ·
Bergen ·
Beverwijk ·
Blaricum ·
Bloemendaal ·
Castricum ·
Den Helder ·
Diemen ·
Dijk en Waard ·
Drechterland ·
Edam-Volendam ·
Enkhuizen ·
Gooise Meren ·
Haarlem ·
Haarlemmermeer ·
Heemskerk ·
Heemstede ·
Heiloo ·
Hilversum ·
Hollands Kroon ·
Hoorn ·
Huizen ·
Koggenland ·
Landsmeer ·
Laren ·
Medemblik ·
Oostzaan ·
Opmeer ·
Ouder-Amstel ·
Purmerend ·
Schagen ·
Stede Broec ·
Texel ·
Uitgeest ·
Uithoorn ·
Velsen ·
Waterland ·
Wijdemeren ·
Wormerland ·
Zaanstad ·
Zandvoort